# Uloborus krishnae
Uloborus krishnae là một loài nhện trong họ Uloboridae.
Loài này thuộc chi Uloborus. Uloborus krishnae được Benoy Krishna Tikader miêu tả năm 1970.